# Sattel (Heraldik)
Das Reitutensil Sattel ist in der Heraldik eine gemeine Figur.
Wenige Wappen zeigen diese Wappenfigur. Die Darstellung ist vorrangig dem natürlichen Vorbild eines Reitsattels für Pferde, kann aber auch dem für andere Tiere (zum Beispiel Kamel, Elefant) nachempfunden sein und wird fast ausnahmslos mit den Steigbügeln im Wappen gezeigt. Die Farbgebung erfolgt nach heraldischen Möglichkeiten. Der Sattel in anderer Tingierung als die Steigbügel ist nicht ungewöhnlich. Oft setzt man auch die Satteldecke farblich ab.
Das Bild eignet sich auch für redende Wappen. Beispiele sind die deutsche Gemeinde Satteldorf mit schwarzem Sattel im goldenen Feld und der Schweizer Ort Sattel.
Der Sattel wird auch auf einem Pferd aufliegend gezeigt und muss dann bei der Wappenbeschreibung auch mit diesem Detail erwähnt (gemeldet) werden. Zaumzeug oder Satteltaschen müssen dabei ebenfalls erwähnt werden.

Satteldorf
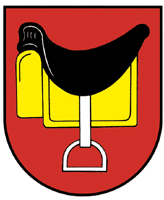
Sattel SZ
Pferd mit Sattel, Ostrava